# Varina, Iowa
Varina, Iowa (енгл. Varina) град је у америчкој савезној држави Ајова. По попису становништва из 2010. у њему је живело 71 становника.

## Демографија
Према попису становништва из 2010. у граду је живело 71 становника, што је -19 (-21.1%) становника више него 2000. године.
| Група             | 2000.       | 2010.      |
| Белци             | 90 (100.0%) | 64 (90,1%) |
| Афроамериканци    | 0 (0,0%)    | 2 (2,8%)   |
| Азијати           | 0 (0,0%)    | 0 (0,0%)   |
| Хиспаноамериканци | 0 (0,0%)    | 5 (7,0%)   |
| Укупно            | 90          | 71         |